# Hall of Fame Open 2021
Hall of Fame Open 2021 byl tenisový turnaj pořádaný jako součást mužského okruhu ATP Tour, který se hrál na otevřených travnatých dvorcích Casina Newport, kde sídlí Mezinárodní tenisová síň slávy. Konal se mezi 12. až 18. červencem 2021 v americkém Newportu jako čtyřicátý párý ročník turnaje. V roce 2020 byl zrušen pro přerušení sezóny kvůli koronavirové pandemii. 
Turnaj s rozpočtem 535 535 dolarů patřil do kategorie ATP Tour 250. Nejvýše nasazeným hráčem ve dvouhře se stal třicátý osmý tenista světa Alexandr Bublik z Kazachstánu. Jako poslední přímý účastník do hlavní singlové soutěže nastoupil 168. hráč žebříčku, Ital Paolo Lorenzi.
Sedmý singlový titul na okruhu ATP Tour vybojoval Jihoafričan Kevin Anderson a vrátil se do první světové stovky žebříčku. Deblovou soutěž ovládli Američané startující na divokou kartu William Blumberg a Jack Sock, kteří si připsali první společnou trofej.

## Rozdělení bodů a finančních odměn

### Rozdělení bodů
| Soutěž  | vítězové | finalisté | semifinalisté | čtvrtfinalisté | 16 v kole | 32 v kole | Q  | Q2 | Q1 |
| ------- | -------- | --------- | ------------- | -------------- | --------- | --------- | -- | -- | -- |
| dvouhra | 250      | 150       | 90            | 45             | 20        | 0         | 12 | 6  | 0  |
| čtyřhra | 250      | 150       | 90            | 45             | 0         | —         | —  | —  | —  |

### Finanční odměny
| Soutěž                              | vítězové | finalisté | semifinalisté | čtvrtfinalisté | 16 v kole | 32 v kole | Q2      | Q1      |
| ----------------------------------- | -------- | --------- | ------------- | -------------- | --------- | --------- | ------- | ------- |
| dvouhra                             | 45 795 $ | 32 835 $  | 23 375 $      | 15 580 $       | 10 015 $  | 6 030 $   | 2 945 $ | 1 530 $ |
| čtyřhra                             | 17 100 $ | 12 240 $  | 8 070 $       | 5 240 $        | 3 070 $   | —         | —       | —       |
| částka ve čtyřhře je uvedena na pár |          |           |               |                |           |           |         |         |

## Mužská dvouhra

### Nasazení
| Stát                           | Hráč             | ATP  | Nasazení |
| ------------------------------ | ---------------- | ---- | -------- |
| Kazachstán                     | Alexandr Bublik  | 38.  | 1.       |
| USA                            | Sam Querrey      | 54.  | 2.       |
| Japonsko                       | Jošihito Nišioka | 58.  | 3.       |
| Kanada                         | Vasek Pospisil   | 65.  | 4.       |
| USA                            | Tennys Sandgren  | 68.  | 5.       |
| USA                            | Steve Johnson    | 74.  | 6.       |
| Austrálie                      | Jordan Thompson  | 78.  | 7.       |
| Jižní Afrika                   | Kevin Anderson   | 102. | 8.       |
| Žebříček ATP k 28. červnu 2021 |                  |      |          |

### Jiné formy účasti
Následující hráči obdrželi divokou kartu do hlavní soutěže:
- Kevin Anderson
- Ivo Karlović
- Jack Sock

Následující hráči postoupili z kvalifikace:
- Alex Bolt
- Mitchell Krueger
- Sebastian Ofner
- Brayden Schnur

### Odhlášení
před zahájením turnaje
- James Duckworth → nahradil jej  Jenson Brooksby
- Marcos Giron → nahradil jej  Jason Jung
- Adrian Mannarino → nahradil jej  Maxime Cressy
- Mackenzie McDonald → nahradil jej  Cedrik-Marcel Stebe
- Tommy Paul → nahradil jej  Jurij Rodionov
- Andreas Seppi → nahradil jej  Paolo Lorenzi

## Mužská čtyřhra

### Nasazení
| Stát                                                                      | Hráč             | Stát      | Hráč               | ATP  | Nasazení |
| ------------------------------------------------------------------------- | ---------------- | --------- | ------------------ | ---- | -------- |
| Nový Zéland                                                               | Marcus Daniell   | Japonsko  | Ben McLachlan      | 88.  | 1.       |
| Izrael                                                                    | Jonatan Erlich   | Mexiko    | Santiago González  | 126. | 2.       |
| Finsko                                                                    | Harri Heliövaara | Austrálie | John-Patrick Smith | 156. | 3.       |
| Spojené království                                                        | Luke Bambridge   | Austrálie | Matt Reid          | 157. | 4.       |
| Žebříček ATP k 28. červnu 2021; číslo je součtem umístění obou členů páru |                  |           |                    |      |          |

### Jiné formy účasti
Následující páry obdržely divokou kartu do hlavní soutěže:
- William Blumberg /  Jack Sock
- Alexandr Bublik /  Dennis Novikov

Následující pár nastoupil z pozice náhradníka:
- Jošihito Nišioka /  Jasutaka Učijama

### Odhlášení
před zahájením turnaje
- Matthew Ebden /  John-Patrick Smith → nahradili je  Harri Heliövaara /  John-Patrick Smith
- Harri Heliövaara /  Lloyd Glasspool → nahradili je  Robert Galloway /  Alex Lawson
- James Duckworth /  Matt Reid → nahradili je Jošihito Nišioka /  Jasutaka Učijama
- Marcos Giron /  Evan King → nahradili je  Treat Conrad Huey /  Miguel Ángel Reyes-Varela

v průběhu turnaje
- Alexandr Bublik /  Dennis Novikov
- João Sousa /  Jordan Thompson

## Přehled finále

### Mužská dvouhra
- Kevin Anderson vs.  Jenson Brooksby, 7–6(10–8), 6–4

### Mužská čtyřhra
- William Blumberg /  Jack Sock vs.  Austin Krajicek /  Vasek Pospisil, 6–2, 7–6(7–3)